# Zdravá 13
Zdravá 13 je výživové doporučení pro obyvatelstvo České republiky. Vzniklo na základě rozhodnutí správní rady Společnosti pro výživu, která vybrala skupinu odborníků pro vypracování nových doporučení zdravé výživy. Poprvé byla Zdravá třináctka publikována v roce 2005 v časopise Výživa a potraviny.  
Společnost pro výživu společně s Fórem zdravé výživy (2006) předkládá inovovanou formu 13bodového doporučení, které zní takto:
1. Udržujte si přiměřenou stálou tělesnou hmotnost charakterizovanou BMI (18,5-25,0) kg/m2 a obvodem pasu pod 94 cm u mužů a pod 80 cm u žen.
2. Denně se pohybujte alespoň 30 minut např. rychlou chůzí nebo cvičením.
3. Jezte pestrou stravu, rozdělenou do 4-5 denních jídel, nevynechávejte snídani.
4. Konzumujte dostatečné množství zeleniny (syrové i vařené) a ovoce, denně alespoň 500 g (zeleniny 2x více než ovoce), rozdělené do více porcí; občas konzumujte menší množství ořechů.
5. Jezte výrobky z obilovin (tmavý chléb a pečivo, nejlépe celozrnné, těstoviny, rýži) nebo brambory nejvýše 4x denně, nezapomínejte na luštěniny (alespoň 1x týdně).
6. Jezte ryby a rybí výrobky alespoň 2x týdně.
7. Denně zařazujte mléko a mléčné výrobky, zejména zakysané; vybírejte si přednostně polotučné a nízkotučné.
8. Sledujte příjem tuku, omezte množství tuku jak ve skryté formě (tučné maso, tučné masné a mléčné výrobky, jemné a trvanlivé pečivo s vyšším obsahem tuku, chipsy, čokoládové výrobky), tak jako pomazánky na chléb a pečivo a při přípravě pokrmů. Pokud je to možné, nahrazujte tuky živočišné rostlinnými oleji a tuky.
9. Snižujte příjem cukru, zejména ve formě slazených nápojů, sladkostí, kompotů a zmrzliny.
10. Omezujte příjem kuchyňské soli a potravin s vyšším obsahem soli (chipsy, solené tyčinky a ořechy, slané uzeniny a sýry), nepřisolujte hotové pokrmy.
11. Předcházejte nákazám a otravám z potravin správným zacházením s potravinami při nákupu, uskladnění a přípravě pokrmů; při tepelném zpracování dávejte přednost šetrným způsobům, omezte smažení a grilování.
12. Nezapomínejte na pitný režim, denně vypijte minimálně 1,5 litru tekutin (voda, minerální vody, slabý čaj, ovocné čaje a šťávy, nejlépe neslazené).
13. Pokud pijete alkoholické nápoje, nepřekračujte denní příjem alkoholu 20 g (200 ml vína, 0,51 piva, 50 ml lihoviny).